# Хол (Нью-Йорк)
Хол (англ. The Hole; в переводе с англ. — «Дыра») — небольшой район Нью-Йорка на границе Бруклина и Куинса. Хол располагается в низменной местности, уровень земли которой на 9,1 м ниже остальной территории вокруг. Район находится в ветхом состоянии и часто страдает от наводнений. В СМИ Хол описывают как «затерянный район» и как район, напоминающий пограничный город с Дикого Запада. Район граничит с Элдерт-лейн, 78-й улицей (Сапфайр-стрит), Саут-Кондуит-авеню и Линден-бульваром. Соседние с Холом районы: Ист-Нью-Йорк, Линденвуд и Озон-Парк.
В Холе находится штаб-квартира Нью-Йоркской федерации чёрных ковбоев.

## Наводнение
В 1960-х годах уровень некоторых улиц в Холе был поднят, улицы заасфальтировали, что облегчило передвижение между Саут-Кондуит-авеню и Линден-бульваром. Такие изменения потребовали от домов, прилегающих к приподнятым улицам, построить подпорные стены, причём первый уровень домов теперь находился ниже уровня земли. В 2004 году Департамент охраны окружающей среды (DEP) разработал план подключения района к городской канализационной системе для борьбы с наводнением путём поднятия земли. По состоянию на 2023 год план оставался в столичном бюджете города, но так и не был реализован.
Также предлагались альтернативные планы. Например, выкуп домов жителей и восстановление территории как естественной поймы. Город также изучает возможность создания менее дорогой дренажной инфраструктуры на основе растений. Модернизация дренажной системы, проведённая в 2023 году, помогла ускорить отвод воды после тропического шторма «Офелия», что было заметно по сравнению с последствиями урагана «Ида» в 2021 году. Но эта модернизация так и не предотвратила наводнение, в результате которого некоторые жители оказались в ловушке в своих домах.
Не дожидаясь решения проблемы от города, жители смогли сами внедрить некоторые способы борьбы с наводнениями, в том числе подключились к коммунальным предприятиям для обеспечения электроэнергией наружных водоотливных насосов для отвода воды с улиц.

## СМИ
В 2010 году режиссёры Кортни Фатом Селл и Билли Фельдман сняли короткометражный документальный фильм об этом районе. В фильм вошли интервью с некоторыми жителями Хола, а также с членами Федерации чёрных ковбоев. Премьера фильма состоялась на Rooftop Films в 2011 году, и с тех пор он находится в архиве Бруклинского исторического общества и киноархиве «Антология».
Ещё один фильм, посвящённый жителям Хола, был снят в 2016 году.
Фотограф из Бруклина Роберт Стрибли создал фоторепортаж о Холе в мае 2016 года.

## Кладбище мафии
Хол — это место нахождения старого кладбища мафии. Оно было расположено на пустыре недалеко от 75-й улицы между Блейк-авеню и Дюмон-авеню. В 1981 году дети, игравшие на стоянке, нашли тело капо преступного клана Бонанно Альфонса «Ала» Инделикато, который вместе с другими капо Бонанно Филипом «Филли Лаки» Джакконе и Домиником «Большой Трин» Тринчера был убит за несколько недель до этого в складском помещении ночного клуба Бруклина соперником Бонанно капо Джозефом Массино и его партнёрами. В 2004 году агенты ФБР и детективы полиции Нью-Йорка выкопали тела Джакконе и Тринчеры на стоянке в Холе. Тела были выброшены на стоянке в качестве одолжения команды Джона Готти, выросшего вместе с Массино. Хотя не все их тела были найдены, власти полагают, что целых шесть жертв убийств мафии были похоронены на этом участке в конце 1970-х и начале 1980-х годов. К ним относятся Джон Фавара, менеджер мебельного магазина в Куинсе, убитый из-за того, что он случайно наехал на 12-летнего сына Джона Готти, и члены преступного клана Луккезе Джозеф Спайон и Томас Дезимоун, на которых был основан персонаж Джо Пеши Томми Девито в «Славных парнях».